# Inga brevipes
Inga brevipes är en ärtväxtart som beskrevs av George Bentham. Inga brevipes ingår i släktet Inga och familjen ärtväxter. Inga underarter finns listade i Catalogue of Life.